# The Thin Wall
"The Thin Wall" är den brittiska new romanticgruppen Ultravox's första singel från albumet Rage in Eden. Den låg åtta veckor på englandslistan och nådde som bäst en fjortonde placering i september 1981.

## Låtlista

### 7" version
1. "The Thin Wall" (singelklipp) - 4:25
2. "I Never Wanted to Begin" - 3:31

### 12" version
1. "The Thin Wall" - 5:39
2. "I Never Wanted to Begin" (12" version) - 6:17